# Ферфакс (Міннесота)
Ферфакс (англ. Fairfax) — місто (англ. city) в США, в окрузі Ренвілл штату Міннесота. Населення — 1250 осіб (2020).

## Географія
Ферфакс розташований за координатами 44°31′42″ пн. ш. 94°43′24″ зх. д. / 44.52833° пн. ш. 94.72333° зх. д. (44.528334, -94.723208).  За даними Бюро перепису населення США в 2010 році місто мало площу 3,38 км², уся площа — суходіл.

## Демографія
Згідно з переписом 2010 року, у місті мешкало 1235 осіб у 513 домогосподарствах у складі 327 родин. Густота населення становила 366 осіб/км².  Було 577 помешкань (171/км²).
Расовий склад населення:
| - 92,6 % — білих - 0,2 % — корінних американців - 0,2 % — азіатів - 6,3 % — осіб інших рас |

До двох чи більше рас належало 0,6 %. Частка іспаномовних становила 11,3 % від усіх жителів.
За віковим діапазоном населення розподілялося таким чином: 23,2 % — особи молодші 18 років, 54,0 % — особи у віці 18—64 років, 22,8 % — особи у віці 65 років та старші. Медіана віку мешканця становила 45,3 року. На 100 осіб жіночої статі у місті припадало 96,0 чоловіків;  на 100 жінок у віці від 18 років та старших — 95,3 чоловіків також старших 18 років.
Середній дохід на одне домашнє господарство  становив 46 873 долари США (медіана — 42 552), а середній дохід на одну сім'ю — 59 469 доларів (медіана — 54 861). Медіана доходів становила 33 750 доларів для чоловіків та 27 212 долари для жінок. За межею бідності перебувало 14,5 % осіб, у тому числі 24,3 % дітей у віці до 18 років та 15,9 % осіб у віці 65 років та старших.
Цивільне працевлаштоване населення становило 480 осіб. Основні галузі зайнятості: виробництво — 24,0 %, освіта, охорона здоров'я та соціальна допомога — 18,8 %, роздрібна торгівля — 12,7 %, будівництво — 12,1 %.